# São Pedro (Angra do Heroísmo)
São Pedro é uma freguesia portuguesa do município de Angra do Heroísmo, na região Autónoma dos Açores. É uma das cinco freguesias urbanas da cidade,  com 3,85 km² de área e 3268 habitantes (censo de 2021). A sua densidade populacional é 848,8 hab./km².
A freguesia constitui a parte ocidental da cidade de Angra do Heroísmo, tendo no seu território uma parte urbana, o Bairro de São Pedro, integrada nos limites legais da cidade e parte do seu centro histórico, e uma parte suburbana (São Carlos, Pico da Urze e Bicas de Cabo Verde) exterior à cidade. O Bairro de São Pedro está incluído na zona classificada como conjunto de interesse público da cidade de Angra do Heroísmo, embora não integre a zona classificada como Património da Humanidade pela UNESCO. O território situado entre os Portões de São Pedro e a Silveira, bem como a restante parte da freguesia situado no interior da Via Circular, integra a zona de protecção ao conjunto classificado.
Criada como freguesia no ano de 1572, pelo bispo D. Gaspar de Faria, teve o seu estatuto confirmado por alvará régio de 20 de Maio de 1575, concedido pelo rei D. João III de Portugal.

## Geografia

### Território
A freguesia de São Pedro de Angra ocupa um pequeno território quase rectangular sito na costa sul da ilha Terceira, imediatamente a oeste da península do Monte Brasil, confinando a sul com o mar, a oeste com a freguesia de São Mateus da Calheta, a noroeste e norte com a freguesia da Terra Chã e a leste com as freguesias urbanas de Santa Luzia de Angra e Sé.
A freguesia de São Pedro é uma das cinco freguesias que constituem a cidade de Angra do Heroísmo, mas apenas a parte leste da freguesia (o Bairro de São Pedro, a Silveira e o Fanal) está incluída dentro dos limites legais da cidade, da qual constitui o extremo oeste.
A metade leste do território da freguesia ocupa o bordo sudoeste do complexo vulcânico da Serra do Morião, mas a metade oeste está já claramente instalada sobre a zona de transição para o complexo vulcânico de Santa Bárbara. Esta localização numa zona de transição entre formações geológicas muito diferentes em génese e idade, cria uma clara dicotomia em termos de relevo e solos na freguesia, com duas zonas muito diferenciadas separadas pela antiga linha de costa da ilha do período anterior à ligação ao maciço de Santa Bárbara, que de forma muito marcada se prolonga para noroeste, desde a Silveira até à base da Serra do Charcão, já na freguesia da Terra Chã.
A parte da freguesia sita a leste da paleocosta atrás referida, isto é a nascente da Silveira, é caracterizada por terrenos antigos, assentes sobre traquibasaltos intercalados por espessas camadas pomíticas, em boa parte recobertos por piroclastos tufosos fortemente consolidados provenientes da erupção do Monte Brasil. Do ponto de vista geomorfológico, esta parte da freguesia é constituída por uma estreita planície costeira, ligeiramente inclinada para leste, que se estende desde a Baía do Fanal até à Silveira, onde se instalou o Bairro de São Pedro, sita no sopé de uma encosta, relativamente abrupta, com declive superior a 20%, que se estende para nordeste até ao limite da freguesia. No limite da freguesia, ao longo de uma linha paralela à Canada Nova de Santa Luzia, a encosta é percorrida no sentido sul-norte por uma falésia com cerca de 30 m de altura, correspondente ao rejeito de uma falha geológica que atravessa a área. Os solos são ricos e profundos, tendo sido em tempos as principais hortas da cidade, hoje em boa parte urbanizados.
A metade oeste, instalada sobre escoadas lávicas de basaltos recentes, muito fluidos, provenientes das erupções fissurais que ocorreram na região do Pico da Bagacina, é essencialmente plana, daí ter sido em tempos denominada a Terra Chã da Silveira. A excepção é o cone vulcânico traquibasáltico do Pico da Urze, anichado no bordo da paleocosta, criando um relevo vivo naquela parte da freguesia. Os solos são essencialmente regossolos, assentes sobre biscoitos, apenas aproveitáveis para matas, pomares e vinhedos.
O litoral da freguesia é relativamente baixo, criando diversas possibilidades de acesso ao mar, começando na baía do Fanal, onde desde os tempos iniciais do povoamento foi criado um pequeno porto, alternativo ao de Angra nos dias de vento sueste e leste, ao qual as forças castelhanas acrescentaram o Cais dos Soldados durante a sua ocupação da ilha. Mais a oeste, no litoral do Fanal, frente aos Portões de São Pedro, uma pequena fajã, hoje ocupada por uma unidade hoteleira, cria uma reentrância no andamento geral da costa. Na Silveira, uma calheta propicia um acesso relativamente fácil ao mar, em tempos um porto de pesca, hoje a mais frequentada zona balnear da ilha. Mantendo sempre alturas inferiores aos 15 metros, a falésia costeira assume a partir da Silveira um andamento quase linear, com acesso ao mar na Aberta, até quase ao limite da freguesia, onde a pequena baía da Vila Maria corresponde a uma reentrância e a um abaixamento da costa, que aí passa a ser de calhau rolado, criando um local onde os galgamentos da estrada ali existente são frequentes em dias de ondulação forte dos quadrantes de sul.

### Estrutura urbana
A estrutura urbana da freguesia de São Pedro reflecte o carácter urbano do centro da freguesia, embora na metade oeste do seu território apresente um padrão misto, com uma estrutura linear, típica das zonas rurais terceirenses, antiga e relativamente estabilizada em torno dos antigos caminhos que saem dos Portões de São Pedro de Angra, à qual se sobrepôs uma malha urbana relativamente nucleada, constituída por zonas habitacionais recentes (na sua maioria posteriores ao terramoto de 1980) e já de carácter marcadamente suburbano. Dessa estrutura complexa resultam os seguintes núcleos:
- Bairro de São Pedro — o corpo principal e núcleo histórico da freguesia, desde o chafariz do Alto das Covas aos Portões de São Pedro, com uma malha urbana densa e consolidada, prolongando-se para sul do seu eixo principal, a Rua de São Pedro, artéria que até ao último quartel do século XX foi a única saída da cidade para oeste. Neste núcleo está localizada a Igreja Paroquial de São Pedro, a sede da Junta de Freguesia e as principais estruturas comerciais, de serviços e administrativas sitas na freguesia. Na década de 1960 iniciou-se a criação de um novo eixo viário, a actual Avenida Tenente-Coronel José Agostinho, alternativo à rua de São Pedro, ao longo do qual se instalaram edifícios de apartamentos e alguns serviços, incluindo o edifício sede da Segurança Social nos Açores. Aquele eixo, que foi na década de 1980 prolongado até aos Portões de São Pedro, sendo hoje a entrada oeste da cidade, ocupou os terrenos de hortas que ainda ali existiam e consolidou a malha urbana existentes, que agora ocupa quase todo o espaço disponível. A criação de uma zona de estacionamento público e de serviços no Cerrado do Bailão, com pavilhão gimnodesportivo e piscinas públicas cobertas, veio dar grande centralidade a esta área, antes periférica no contexto citadino.
- Silveira — a estreita plataforma costeira entre os Portões de São Pedro e o portinho da Silveira foi ocupada por um conjunto de casas senhoriais, na maioria setecentistas, às quais a partir de finais da década de 1950 se vieram juntar dois empreendimentos residenciais, que levaram à consolidação urbanística da zona. A construção na primeira década de 2000 de uma grande unidade hoteleira na pequena fajã adjacente, completou a malha urbana, preenchendo todo o espaço urbanizável disponível. Diminuta em área, ela assume-se como uma mera continuação da Rua de São Pedro, não apresentando individualidade própria.
- São Carlos — uma vasta área suburbana onde coexistem antigas quinta assolaradas com modernas vivendas e urbanizações. De carácter marcadamente residencial, esta área desenvolveu-se inicialmente como uma estrutura de povoamento linear, estruturada ao longo dos dois antigos caminhos que partiam da bifurcação da Silveira (o Caminho do Meio, que se dirigia à Terra Chã e a São Bartolomeu e daí para oeste, e o Caminho de Baixo, que segue o litoral até São Mateus da Calheta e daí para o sudoeste da ilha). A partir destas estruturas lineares foram surgindo novos ramos ao longo das canadas laterais que foram sendo abertas, mas mantendo, até ao último quartel do século XX, um cunho marcadamente rural, embora dominado pelas grandes casas senhoriais com o seus grandes jardins e pomares. A partir da década de 1980, em resultado da deslocalização de população e das mudanças socioeconómicas causada pelo sismo de 1 de Janeiro de 1980, a zona urbanizou-se, com o loteamento de boa parte das quinta existentes, transformando-se numa zona residencial caracterizada por vivendas num enquadramento ajardinado e fortemente arborizado. A construção no Caminho do Meio da grande Escola Básica e Secundária Tomás de Borba, com a abertura de um novo acesso com ligação directa à Via Circular, trouxe grande centralidade ao lugar. O aumento da população, a existência de escola e de vida religiosa[8] e comunitária própria, e o seu carácter bem distinto em relação ao Bairro de São Pedro, levou ao aparecimento de um movimento cívico visando a constituição de nova freguesia, proposta que se encontra em sede parlamentar.
- Bicas de Cabo Verde — é uma estrutura urbana linear, instalada ao longo do troço inicial do antigo Caminho de Cima, que ligava os Portões de São Pedro à Boa Hora e daí ao oeste e norte da ilha, incluindo o Posto Santo e as suas nascentes. Com algumas grandes casas senhoriais, mantém o seu carácter linear, mas ganhou vida comunitária própria, com a sua irmandade do Divino espírito Santo e escola própria (agora a funcionar no Pico da Urze).
- Pico da Urze — um núcleo de génese linear, instalado ao longo do caminho que percorre a encosta sul do cone vulcânico que dá o nome ao lugar. Mantém esse carácter, embora uma urbanização construída na década de 1960 tenha introduzido uma estrutura populacional diferenciada e consolidado a malha urbana. A presença do Colégio de Santa Clara e, principalmente, a instalação do Campus de Angra do Heroísmo da Universidade dos Açores nesta zona, alteraram profundamente o seu carácter, criando uma malha urbana mais densa e aumentando a sua centralidade.

## Demografia
A população registada nos censos foi:
| Distribuição da População por Grupos Etários | Distribuição da População por Grupos Etários | Distribuição da População por Grupos Etários | Distribuição da População por Grupos Etários | Distribuição da População por Grupos Etários |
| -------------------------------------------- | -------------------------------------------- | -------------------------------------------- | -------------------------------------------- | -------------------------------------------- |
| Ano                                          | 0-14 Anos                                    | 15-24 Anos                                   | 25-64 Anos                                   | > 65 Anos                                    |
| 2001                                         | 613                                          | 564                                          | 1916                                         | 545                                          |
| 2011                                         | 498                                          | 442                                          | 1911                                         | 609                                          |
| 2021                                         | 414                                          | 322                                          | 1714                                         | 818                                          |

A evolução demográfica da freguesia de São Pedro, pese embora os efeitos da grande vaga de emigração para a América do Norte que marcou a demografia da ilha, é dominada pela rápida urbanização da população terceirense, que a partir da década de 1950 se  concentrou em torno de Angra do Heroísmo e da Base das Lajes, efeito que largamente compensou as perdas por emigração destes aglomerados, levando a um crescimento sustentado da população das freguesias urbanas. Outro efeito bem patente na evolução da população são as consequências do terramoto de 1 de Janeiro de 1980, que causou grandes danos na localidade e desencadeou a concentração da população nas novas urbanizações do lugar de São Carlos e em geral em todo o oeste suburbano da freguesia. A influência demográfica destas novas residências é bem visível a partir do censo de 1991, quando a população da freguesia sobe marcadamente.

### Economia
A partir da década de 1830, quando o então lugar da Terra Chã se autonomizou de São Pedro, a freguesia passou a deter um território exclusivamente urbano e suburbano, pelo que a sua economia passou a reflectir essa realidade. Sendo a freguesia um dos extremos da cidade, no seu território desde sempre coexistiram as actividades típicas da vida citadina com as actividades da periferia urbana.
Conhecidos pela benignidade do seu microclima e pela beleza da paisagem, os lugares de São Carlos e Pico da Urze foram importantes lugares de veraneio para a aristocracia angrense, que ali construiu casas apalaçadas e vastas quintas com ricos e diversificados pomares. Para além de zonas de veraneio, esses lugares eram produtivos pomares e hortas, contribuindo significativamente para o abastecimento da cidade. Também o portinho da Silveira, e em menor escala o do Fanal, foram utilizados por pescadores, dando vida a uma pequena comunidade piscatória na freguesia.
Parte da cidade e situada numa zona de terrenos pobres, na sua maioria de biscoito, a economia de São Pedro, sempre assentou em dois vectores, os quais se foram alternando em predominância ao longo dos tempos:
- O cultivo das hortas e pomares, a que em tempos se associou alguma cultura da vinha;
- A pesca na Silveira e no Fanal, que, embora nunca tendo atingido a expressão que teve na vizinha freguesia de São Mateus da Calheta, ainda assim foi significativa para a economia local;
- Os serviços, primeiro como quinteiros e criadagem das famílias da aristocracia e burguesia angrenses, nas suas quintas na freguesia e nas suas residências citadinas, actividades que nas últimas décadas, de forma crescente, foram substituídas pelo emprego no sector terciário da economia.

As condições do solo, que não permitem lavoura fácil, levou à instalação de vinhedos na parte mais baixa da freguesia e de pomares nas áreas intermédias. Tal tornou o território de São Pedro no mais importante fornecedor de vegetais e frutas ao mercado angrense. No período áureo da exportação de laranjas para o mercado britânico, a parte oeste da freguesia foi ocupada por quintas de produção de laranja. Essa transformação, e a consequente prosperidade, está na origem da construção de algumas das opulentas casas assolaradas das actuais quintas. Para além da laranja, os pomares de São Carlos e do Pico da Urze abasteciam de fruta variada a cidade de Angra e os navios que demandavam o seu porto.
A perda de competitividade da laranja produzida nos Açores, e o concomitante aparecimento de novas doenças das laranjeiras, levou ao fim do negócio das laranjas, revertendo as quintas para outras fruteiras, novamente para vinha, agora de vinho-de-cheiro, ou para mata.
Após um período de intensa emigração para os Estados Unidos da América e Canadá, que atingiu o auge na década de 1960, o terramoto de 1 de Janeiro de 1980 veio alterar profundamente a situação socioeconómica da freguesia, destruindo quase por completo o tecido social preexistente. Parte das quintas foram loteadas, dando lugar a bairros de vivendas onde se instalaram os técnicos e os dirigentes dos serviços públicos que o advento da governação autonómica sediara em Angra do Heroísmo.
Na parte central da freguesia instalaram-se diversos serviços, com destaque para a administração da Segurança Social e, em tempo mais recentes, o campus de Angra do Heroísmo da Universidade dos Açores. Em São Carlos foi inaugurada em 2007 a Escola Básica e Secundária Tomás de Borba, uma escola que associa o ensino básico e secundário ao ensino artístico, sendo o maior estabelecimento de ensino da ilha Terceira. Também em São Carlos funciona uma escola profissional, fazendo da zona um dos mais importantes centros educativos da ilha.
Com a instalação de todos esses serviços, a economia de São Pedro é dominada de forma esmagadora pelo trabalho assalariado na zona urbana de Angra do Heroísmo, não subsistindo na freguesia quaisquer traços de ruralidade. Hoje a freguesia de São Pedro tem no seu território algumas das mais impontares instituições educativas da ilha e é essencialmente uma zona de economia terciária.

## História

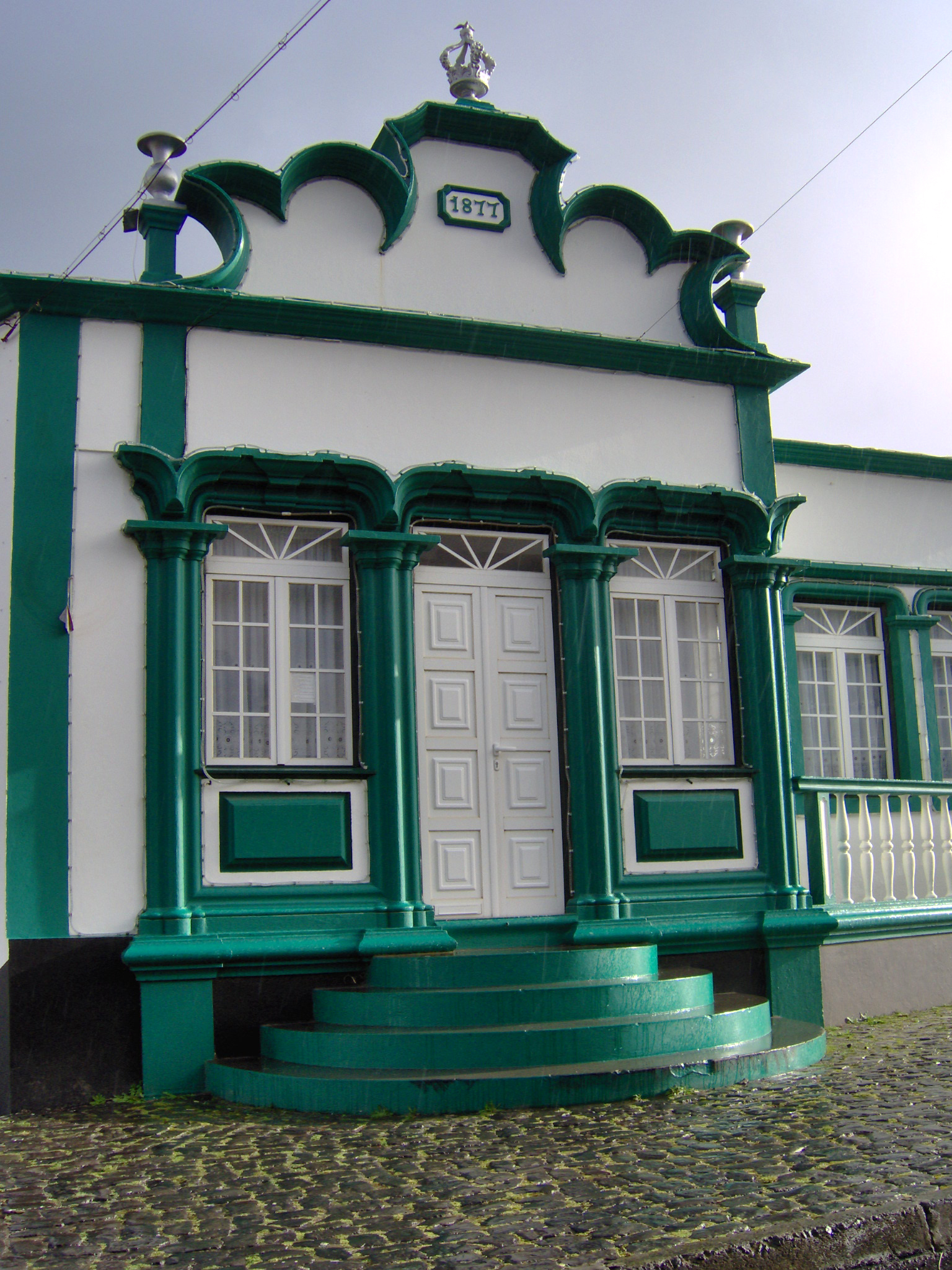
Império do Divino Espírito Santo de São Pedro.

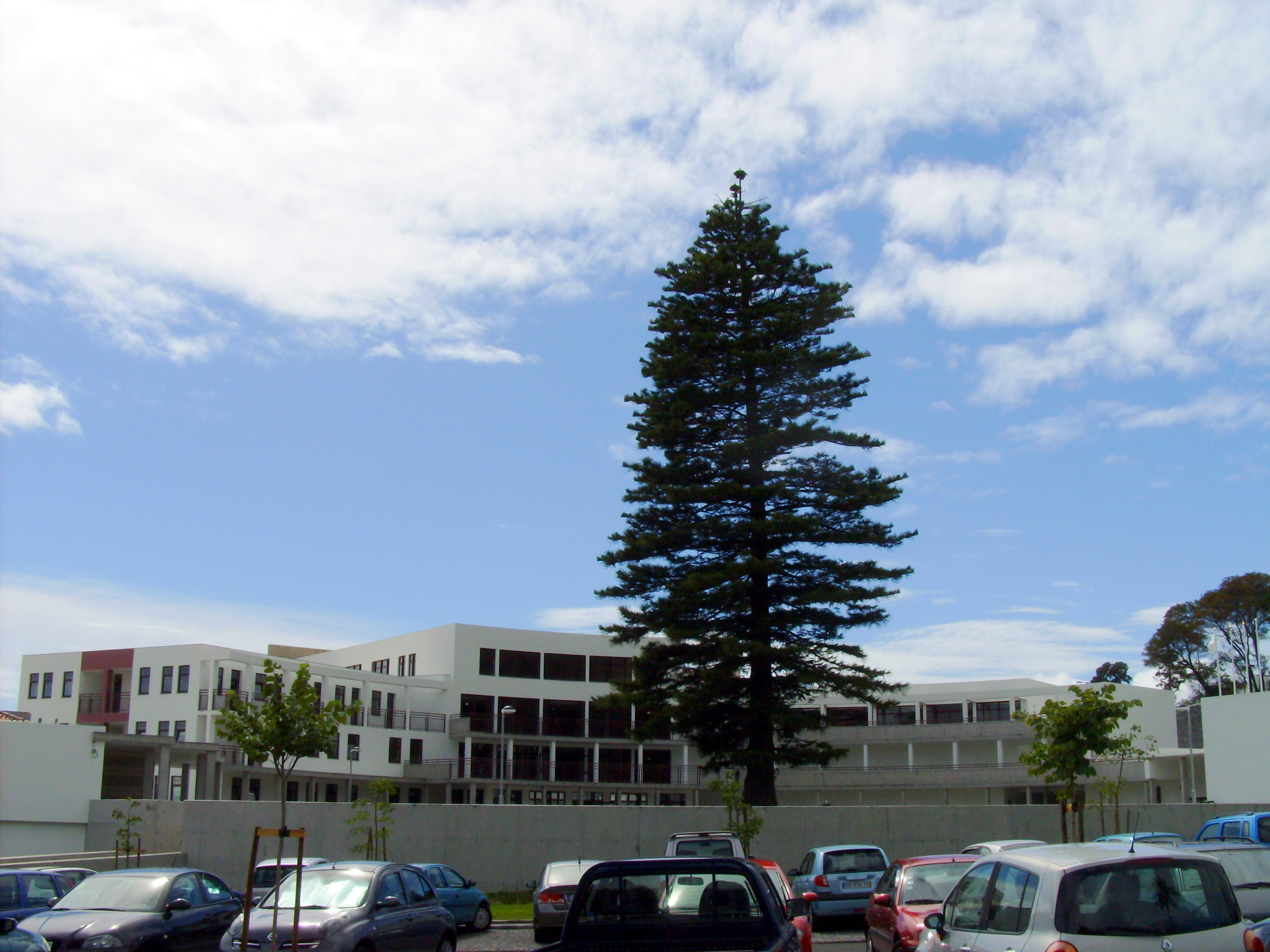
A entrada principal da Escola Básica e Secundária Tomás de Borba.

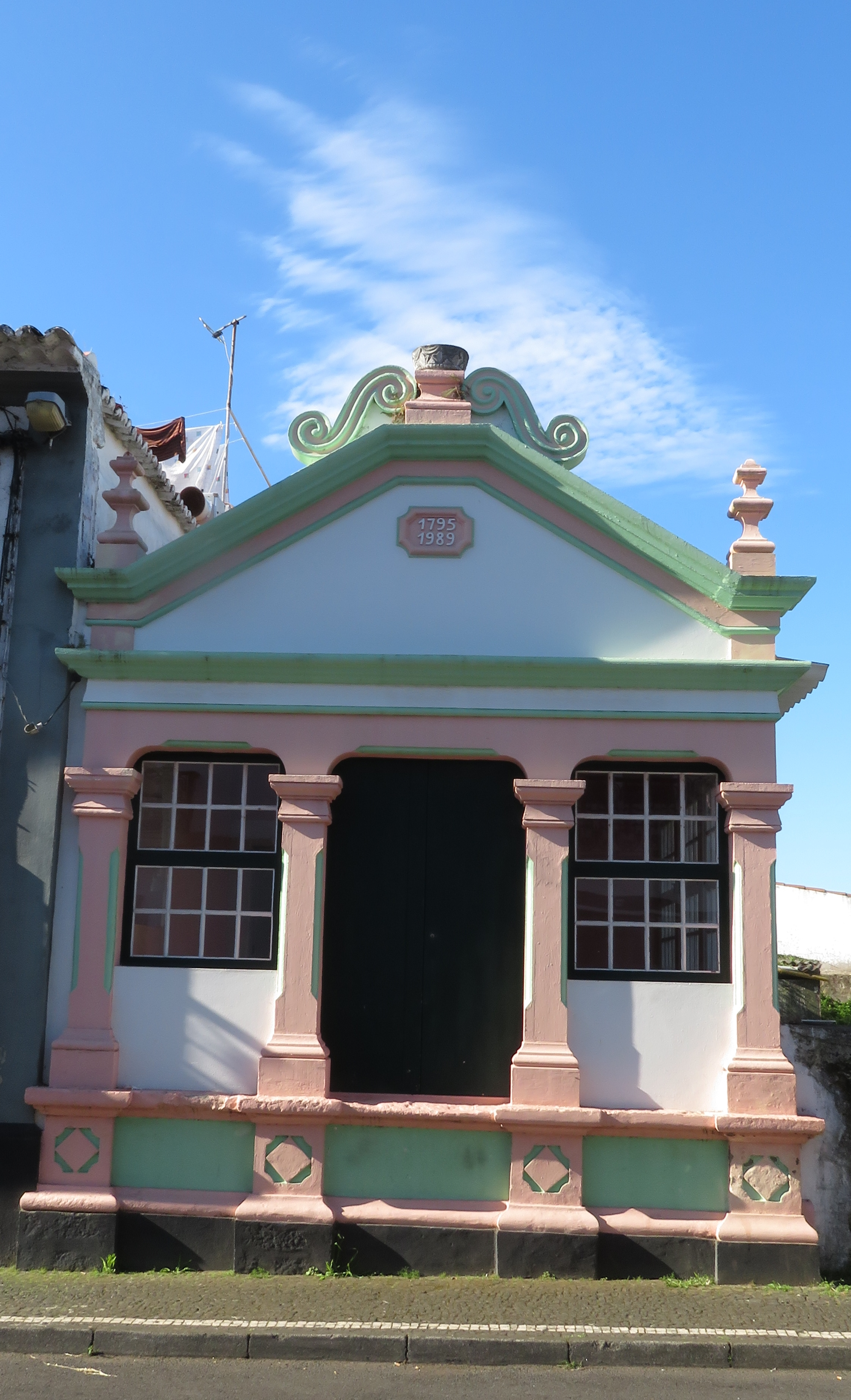
Império do Espírito Santo da Rua de São Pedro

### O povoamento
As primeiras referências ao lugar de São Pedro de Angra datam da primeira metade do século XV, identificando-o como uma área de terrenos a poente do núcleo de povoamento inicial de Angra. A expansão do povoamento para oeste de Angra, ou pelo menos a sua densificação, foi fortemente condicionada pela disponibilidade de água, já que a geologia da região onde se situa a actual freguesia, associada à sua baixa altitude e pouco relevo, cria condições para a rápida infiltração das águas, não permitindo a existência de nascentes ou de cursos de água perenes. Assim, o povoamento, à semelhança do que aconteceu nas zonas vizinhas do sudoeste da Terceira, foi lento e, no caso de São Pedro, dependente do fornecimento de água a partir da Ribeira dos Moinhos, o que apenas se concretizou com a construção do primitivo chafariz do Alto das Covas, que encurtou substancialmente a distância a percorrer para o indispensável abastecimento de água doce à nascente comunidade.
No tombo de Pero Anes do Canto, que possuía terras naquela zona da ilha, e que cobre o período que vai de 1482 a 1515, é referida uma zona, então denominada a Terra Chã da Silveira, topónimo que se estenderia a todo o plaino que vai da Silveira até à Terra Chã e a São Mateus da Calheta (então o Pombal), o que incluía a região que actualmente corresponde a São Carlos e ao Pico da Urze. Nessas terras existiam pomares e matas, mas era então escassa a habitação permanente.
Num processo semelhante ao que aconteceu no território que é hoje a vizinha freguesia de São Mateus da Calheta, o núcleo inicial de povoadores terá dependido do núcleo de Angra, sendo inicialmente integrado na respectiva paróquia. O núcleo do povoado centrou-se na periferia imediata da nascente cidade, na zona da actual igreja de São Pedro e em 1543 já era um curato dependente da paróquia da Sé, como se lê no testamento de Pêro Anes do Canto, no qual manifesta o seu desejo de ser enterrado numa das ermidas do lugar.
A construção do chafariz do Alto das Covas levou à densificação do povoamento em torno da ermida de São Pedro, criando uma zona que foi rapidamente integrada na estrutura urbana de Angra. Por meados do século XVI São Pedro, até aos Portões, já era parte da cidade de Angra, constituindo mesmo os Portões de São Pedro um dos limites administrativos da cidade, bem patente no grafismo do mapa de Jan Huygen van Linschoten, onde os portões de São Pedro marcam o fim da cidade e o Cais da Silveira é apresentada como um importante porto de pesca (a julgar pelo número de embarcações desenhadas), situado já fora do limite da zona citadina.

### A elevação a freguesia
O historiador Manuel Luís Maldonado na sua obra Fenix Angrence afirma que a igreja do apóstolo São Pedro é a terceira paróquia de Angra, criada em freguesia no ano de 1572 pelo bispo D. Gaspar de Faria, à qual pertenciam além dos moradores do Bairro de São Pedro, desde o tanque grande do chafariz das Covas até aos que viviam do Portão da cidade e ainda os moradores da actual Terra-Chã e de parte do que actualmente é a freguesia de São Mateus da Calheta. Ao tempo todo este território teria pouco menos de 300 fogos.
A elevação de São Pedro a paróquia independente, ou seja a freguesia no moderno conceito administrativo, foi confirmada por alvará régio de 20 de Maio de 1575 do rei D. João III de Portugal.
A partir da elevação a freguesia, o crescimento populacional foi lento, pois a pobreza dos solos de biscoito da zona de São Carlos impediu o desenvolvimento da cultura do trigo, durante muitos anos o motor da economia terceirense. A região transformou-se no pomar da cidade e em local de lazer, com boa parte das terras a ficar na posse da aristocracia e da grande burguesia angrense, que progressivamente as foram utilizando como local de veraneio. Surgiram assim as grandes quintas, arborizadas e ajardinadas, pouco propiciadoras ao desenvolvimento da economia agrária típica das zonas rurais da ilha.
As décadas finais do século XVIII e todo o século XIX, em boa parte graças à cultura e exportação da laranja, que embora não tendo atingido na Terceira a pujança que teve na ilha de São Miguel foi localmente importante, e da industrialização incipiente ocorrida na segunda metade daquele século, ficaram marcadas pela construção de grandes quintas assolaradas e por uma marcada humanização da zona oeste da freguesia, onde se localizaram a maioria dos melhores imóveis da ilha.
O crescimento populacional na zona mais interior do território da freguesia levou na década de 1830 à autonomização da paróquia de Nossa Senhora de Belém, a actual freguesia da Terra Chã, com perda de todo a área sita no interior da ilha e consequente redução do território de São Pedro à zona costeira. Essa autonomização contribuiu para acentuar o carácter urbano da freguesia de São Pedro, já que para além do território citadino pouco lhe restou.
Depois de um período de alguma estagnação socioeconómica, e mesmo declínio na primeira metade do século XX, a freguesia de São Pedro, em especial São Carlos e Pico da Urze, teve uma grande densificação no seu povoamento, transformando-se, de facto, na principal área residencial da cidade de Angra. Esse crescimento intensificou a dicotomia entre a zona tradicional da freguesia e as novas urbanizações de São Carlos, o que explica o movimento cívico visando a criação de uma nova freguesia, repartindo o território da actual.

### Cronologia
- 1572 – Elevação a sede de paróquia da Igreja de São Pedro de Angra.
- 1795 – Fundação do Império do Divino Espírito Santo da Rua de Cima de São Pedro.
- 1814 – Fundação do Império do Espírito Santo de São Carlos.
- 1855 – Fundação da Império do Espírito Santo do Pico da Urze.
- 1877 – Fundação do Império do Espírito Santo de São Pedro (Rua de Trás).
- 1989 – Fundação do Império do Espírito Santo da Rua do Conde Sieuve de Meneses.
- 1958 – Fundação do Império do Espírito Santo da Canada de Belém.

## Personalidades ligadas à freguesia
- Alberto Teles de Utra Machado
- José Pimentel Homem de Noronha
- José Agostinho
- Joaquim Ferreira Durão
- Tomás Vaz de Borba

## Instituições da freguesia
- Junta de Freguesia de São Pedro
- Paróquia de São Pedro
- Paróquia de São Carlos
- Universidade dos Açores (Campus de Angra do Heroísmo)
- Grupo Desportivo e Recreativo de São Carlos[12]
- Lar de Idosos de São Pedro
- Irmandade do Império do Espírito Santo da Rua do Conde Sieuve de Menezes
- Irmandade do Império do Divino Espírito Santo da Rua de Cima de São Pedro
- Irmandade do Império do Espírito Santo da Canada de Belém
- Irmandade do Império do Espírito Santo de São Pedro (Rua de Trás)
- Irmandade do Império do Espírito Santo do Pico da Urze
- Irmandade do Império do Espírito Santo de São Carlos

## Património

### Património construído
- Cais da Silveira.
- Igreja de São Pedro
- Império do Espírito Santo da Rua do Conde Sieuve de Meneses
- Império do Divino Espírito Santo da Rua de Cima de São Pedro
- Império do Espírito Santo da Canada de Belém
- Império do Espírito Santo de São Pedro (Rua de Trás)
- Império do Espírito Santo do Pico da Urze
- Império do Espírito Santo de São Carlos
- Império do Espírito Santo da Rua de São Pedro
- Forte do Fanal

### Património natural
- Galeria do Fanal